# South Saskatchewan
Il South Saskatchewan è un fiume del Canada di 1.392 km.
Nasce in Alberta dalla confluenza dei fiumi Bow e Oldman e bagna le città di Medicine Hat in Alberta e di Saskatoon in Saskatchewan.
Forma il lago Diefenbaker.
Suo principale affluente è il fiume Red Deer e si unisce al North Saskatchewan per dare quindi vita al fiume Saskatchewan.
Ha un bacino di circa 146.100 km2 ed una portata di 280 m³/s.